# Guidobaldo da Montefeltro
Guidobaldo o Guidubaldo da Montefeltro (Gubbio, 24 gennaio 1472 – Fossombrone, 11 aprile 1508) è stato un militare italiano figlio di Federico da Montefeltro, il terzo duca di Urbino.

## Biografia
Figlio di Federico da Montefeltro e di Battista Sforza, assunse il dominio di Urbino alla morte del padre in momenti di grande incertezza politica all'età di soli dieci anni, guidato e assistito dallo zio paterno, il conte Ottaviano Ubaldini (figlio di Bernardino Ubaldini della Carda), nominato suo tutore, e dal fratello Antonio da Montefeltro. Il 1º maggio 1483 fu nominato Capitano Generale degli eserciti della lega tra il re di Napoli e il duca di Milano. Ebbe alcune divergenze con il pontefice a proposito del Castello di Petroia, ma le ripianò subito e già al tempo della congiura dei baroni militò per la Chiesa contro il regno di Napoli, divenendo uno degli alleati più fedeli del papa.
L'11 febbraio 1488, a soli sedici anni, sposò la diciassettenne Elisabetta Gonzaga, figlia di Federico I Gonzaga, marchese di Mantova. La coppia non ebbe figli, poiché Guidobaldo era sessualmente impotente.

Fu al soldo di Alessandro VI durante l'infausta discesa in Italia di Carlo VIII e la caduta del regno di Napoli (21 febbraio 1495). In seguito marciò contro lo stesso re francese militando per la Serenissima.
Acquisita in tutta Italia la fama di valente capitano, fu chiamato dai fiorentini contro Pisa, ma in questa occasione le abilità strategiche del suo avversario Lucio Malvezzi non gli permisero di ottenere la vittoria.
Nella battaglia di Valerano fu fatto prigioniero da Battista Tosi, che militava nelle file degli Orsini.
Quando il duca Valentino si diede all'occupazione della Romagna, Imola e Forlì, le città di Caterina Sforza, caddero l'una dopo l'altra. Guidobaldo abbandonò in tutta fretta il ducato invaso da nord, per salvarsi la vita, rifugiandosi prima a Ravenna, poi a Mantova.
Il duca poté tornare a Urbino solo quando salì al soglio pontificio il papa Giulio II. Venne pienamente reintegrato nei suoi possessi dal Pontefice che entrò solennemente insieme a lui nel Ducato, passando di città in città. Da "Vita di Guidobaldo" pag 132...Cominciando, pertanto il Duca a respirare, mostrandosi ricordevole de' beneficj, e grato a coloro che ne' casi sinistri, non solo non lo avevano abbandonato, ma s'erano esposti ai pericoli e alle fatiche per lui, donò a Ghiriaco Palamedi (Ciriaco Palamidessi) dal Borgo San Sepolcro, capitano e servitore fedele, ed esperimentato in pace ed in guerra, le possessioni che erano state del conte Ugolino, diedogli pregio di nobiltà, e fecelo conte della Metola;...(diploma 15/ottobre/1507). Venne nominato dal papa anche Capitano Generale e Gonfaloniere di Santa Romana Chiesa, ruoli già ricoperti dal padre Federico.
Aveva trentasei anni quando soccombette alla gotta che lo aveva lungamente tormentato: morì nell'aprile del 1508, pochi mesi prima del fratellastro Antonio. La salma fu portata solennemente a Urbino e sepolta nella chiesa di San Bernardino, il mausoleo ducale, accanto a quella di suo padre Federico. Con la morte di Guidobaldo si estinse la discendenza maschile dei da Montefeltro e Francesco Maria I Della Rovere divenne duca e signore di Urbino.

## Ascendenza
|                               |                        |                          | Genitori              |  |  | Nonni |  |  | Bisnonni                  |  |  | Trisnonni                  |  |
|                               |                        |                          |                       |  |  |       |  |  | Antonio II da Montefeltro |  |  | Federico II da Montefeltro |  |
|                               |                        |                          |                       |  |  |       |  |  | Antonio II da Montefeltro |  |  | Federico II da Montefeltro |  |
|                               |                        | Teodora Gonzaga          |                       |  |  |       |  |  | Antonio II da Montefeltro |  |  |                            |  |
| Guidantonio da Montefeltro    |                        |                          |                       |  |  |       |  |  | Antonio II da Montefeltro |  |  |                            |  |
|                               |                        | Agnesina di Vico         | …                     |  |  |       |  |  |                           |  |  |                            |  |
|                               |                        | Agnesina di Vico         | …                     |  |  |       |  |  |                           |  |  |                            |  |
|                               |                        | Agnesina di Vico         | …                     |  |  |       |  |  |                           |  |  |                            |  |
| Federico da Montefeltro       |                        | Agnesina di Vico         |                       |  |  |       |  |  |                           |  |  |                            |  |
|                               |                        | Guido Paolo Accomanducci | …                     |  |  |       |  |  |                           |  |  |                            |  |
|                               |                        | Guido Paolo Accomanducci | …                     |  |  |       |  |  |                           |  |  |                            |  |
|                               |                        | Guido Paolo Accomanducci | …                     |  |  |       |  |  |                           |  |  |                            |  |
| Elisabetta degli Accomanducci |                        | Guido Paolo Accomanducci |                       |  |  |       |  |  |                           |  |  |                            |  |
|                               |                        | ?                        | …                     |  |  |       |  |  |                           |  |  |                            |  |
|                               |                        | ?                        | …                     |  |  |       |  |  |                           |  |  |                            |  |
|                               |                        | ?                        | …                     |  |  |       |  |  |                           |  |  |                            |  |
| Guidobaldo da Montefeltro     |                        | ?                        |                       |  |  |       |  |  |                           |  |  |                            |  |
|                               | Muzio Attendolo Sforza | Giovanni Attendolo       |                       |  |  |       |  |  |                           |  |  |                            |  |
|                               | Muzio Attendolo Sforza | Giovanni Attendolo       |                       |  |  |       |  |  |                           |  |  |                            |  |
|                               | Muzio Attendolo Sforza | Elisa Petraccini         |                       |  |  |       |  |  |                           |  |  |                            |  |
| Alessandro Sforza             | Muzio Attendolo Sforza |                          |                       |  |  |       |  |  |                           |  |  |                            |  |
|                               |                        | Lucia Terzani            | …                     |  |  |       |  |  |                           |  |  |                            |  |
|                               |                        | Lucia Terzani            | …                     |  |  |       |  |  |                           |  |  |                            |  |
|                               |                        | Lucia Terzani            | …                     |  |  |       |  |  |                           |  |  |                            |  |
| Battista Sforza               |                        | Lucia Terzani            |                       |  |  |       |  |  |                           |  |  |                            |  |
|                               |                        | Piergentile da Varano    | Rodolfo III da Varano |  |  |       |  |  |                           |  |  |                            |  |
|                               |                        | Piergentile da Varano    | Rodolfo III da Varano |  |  |       |  |  |                           |  |  |                            |  |
|                               |                        | Piergentile da Varano    | Costanza Smeducci     |  |  |       |  |  |                           |  |  |                            |  |
| Costanza da Varano            |                        | Piergentile da Varano    |                       |  |  |       |  |  |                           |  |  |                            |  |
|                               |                        | Elisabetta Malatesta     | Galeazzo Malatesta    |  |  |       |  |  |                           |  |  |                            |  |
|                               |                        | Elisabetta Malatesta     | Galeazzo Malatesta    |  |  |       |  |  |                           |  |  |                            |  |
|                               |                        | Elisabetta Malatesta     | Battista Malatesta    |  |  |       |  |  |                           |  |  |                            |  |
|                               |                        | Elisabetta Malatesta     |                       |  |  |       |  |  |                           |  |  |                            |  |

## In letteratura
- Guidobaldo da Montefeltro è raffigurato insieme a tutta la corte di Urbino (compresa sua moglie Elisabetta, soggetto dialogante) nell'opera Il Cortegiano di Baldassare Castiglione, il quale elesse come modello perfetto di contesto cortigiano proprio la corte urbinate di Guidobaldo.
- A Guidobaldo da Montefeltro (e non, come voleva Ernesto Lamma, a Guidobaldo della Rovere) sarebbe appartenuto il Codice Bardera, manoscritto del 1491 a lungo creduto falso o inesistente, ma a quanto pare conservato a Saragozza.